# Ника (кинопремия, 2008)
21-я церемония вручения наград национальной кинематографической премии «Ника» за 2007 год состоялась 21 марта 2008 года в Центральном академическом театре Российской армии. Номинанты были объявлены на пресс-конференции 21 февраля 2008 года. Также на пресс-конференции были названы первые лауреаты специальных призов. 
Награды присуждались в 20 номинациях. Больше всего статуэток собрал фильм Сергея Бодрова-старшего «Монгол» (6 наград из 6 номинаций). Три премии взял фильм Алексея Попогребского «Простые вещи», в двух номинациях победила картина Никиты Михалкова «12».. Специального приза Совета Академии «За выдающийся вклад в российский кинематограф» был посмертно удостоен Александр Абдулов.

## Список лауреатов и номинантов

### Основные категории
• Победители указаны первыми и выделены отдельным цветом. 
| Категории                           | Лауреаты и номинанты                                                                                        |
| ----------------------------------- | --- |
| Лучший игровой фильм                | • Монгол (режиссёр: Сергей Бодров ст., продюсеры: Сергей Сельянов, Сергей Бодров ст., Антон Мельник)        |
| Лучший игровой фильм                | • Груз 200 (режиссёр: Алексей Балабанов, продюсер: Сергей Сельянов)                                         |
| Лучший игровой фильм                | • Простые вещи (режиссёр: Алексей Попогребский, продюсер: Роман Борисевич)                                  |
| Лучший игровой фильм                | • Путешествие с домашними животными (режиссёр: Вера Сторожева, продюсеры: Сабина Еремеева, Игорь Толстунов) |
| Лучший игровой фильм                | • Русалка (режиссёр: Анна Меликян, продюсер: Рубен Дишдишян)                                                |
| Лучший фильм стран СНГ и Балтии     | • Русский треугольник ( Грузия, режиссёр: Алеко Цабадзе) киностудия «Remka Film», Pronto Production         |
| Лучший фильм стран СНГ и Балтии     | • Монотонность / Monotonija ( Латвия, режиссёр: Юрис Пошкус)                                                |
| Лучший фильм стран СНГ и Балтии     | • Осень волшебника ( Армения, режиссёры: Рубен Геворкянц и Ваэ Геворкянц)                                   |
| Лучший фильм стран СНГ и Балтии     | • Светлая прохлада ( Киргизия, Казахстан, режиссёр: Эрнест Абдыжапаров)                                     |
| Лучший фильм стран СНГ и Балтии     | • Стриж ( Казахстан, режиссёр: Абай Кульбаев)                                                               |
| Лучший фильм стран СНГ и Балтии     | • Заклинание греха / Nuodėmės užkalbėjimas ( Литва, режиссёр: Альгимантас Пуйпа)                            |
| Лучший неигровой фильм              | • Рождённые в СССР: 21 год (режиссёр: Сергей Мирошниченко)                                                  |
| Лучший неигровой фильм              | • Деревенский фотограф (режиссёр: Алексей Погребной)                                                        |
| Лучший неигровой фильм              | • Мать (режиссёры: Павел Костомаров, Антуан Каттен)                                                         |
| Лучший анимационный фильм           | • Снегурочка (режиссёр: Мария Муат)                                                                         |
| Лучший анимационный фильм           | • Дождь сверху вниз (режиссёр: Иван Максимов)                                                               |
| Лучший анимационный фильм           | • Уборная история — любовная история (режиссёр: Константин Бронзит)                                         |
| Лучшая режиссёрская работа          | • Сергей Бодров ст. за фильм «Монгол»                                                                       |
| Лучшая режиссёрская работа          | • Алексей Балабанов — «Груз 200»                                                                            |
| Лучшая режиссёрская работа          | • Алексей Попогребский — «Простые вещи»                                                                     |
| Лучшая мужская роль                 | • Сергей Гармаш — «12» (за роль 3-го присяжного)                                                            |
| Лучшая мужская роль                 | • Константин Лавроненко — «Изгнание» (за роль Александра)                                                   |
| Лучшая мужская роль                 | • Сергей Пускепалис — «Простые вещи» (за роль Сергея Маслова)                                               |
| Лучшая женская роль                 | • Мария Шалаева — «Русалка» (за роль Алисы)                                                                 |
| Лучшая женская роль                 | • Евгения Добровольская — «Артистка» (за роль Анны Петровой)                                                |
| Лучшая женская роль                 | • Ксения Кутепова — «Путешествие с домашними животными» (за роль Натальи)                                   |
| Лучшая мужская роль второго плана   | • Леонид Броневой — «Простые вещи» (за роль Владимира Журавлёва)                                            |
| Лучшая мужская роль второго плана   | • Александр Балуев — «Изгнание» (за роль Марка)                                                             |
| Лучшая мужская роль второго плана   | • Алексей Серебряков — «Груз 200» (за роль Алексея)                                                         |
| Лучшая женская роль второго плана   | • Мария Аронова — «Артистка» (за роль Муси)                                                                 |
| Лучшая женская роль второго плана   | • Светлана Камынина — «Простые вещи» (за роль Кати Масловой)                                                |
| Лучшая женская роль второго плана   | • Ия Саввина — «Слушая тишину» (за роль Маргариты Алтаевой)                                                 |
| Лучшая сценарная работа             | • Алексей Попогребский — «Простые вещи»                                                                     |
| Лучшая сценарная работа             | • Юрий Арабов — «Ужас, который всегда с тобой»                                                              |
| Лучшая сценарная работа             | • Анна Меликян — «Русалка»                                                                                  |
| Лучшая музыка к фильму              | • Эдуард Артемьев — «12»                                                                                    |
| Лучшая музыка к фильму              | • Игорь Вдовин — «Русалка»                                                                                  |
| Лучшая музыка к фильму              | • Андрей Дергачев и Арво Пярт — «Изгнание»                                                                  |
| Лучшая операторская работа          | • Сергей Трофимов и Рохир Стофферс — «Монгол»                                                               |
| Лучшая операторская работа          | • Михаил Кричман — «Изгнание»                                                                               |
| Лучшая операторская работа          | • Олег Лукичёв — «Путешествие с домашними животными»                                                        |
| Лучшая работа звукорежиссёра        | • Штефан Конкен — «Монгол»                                                                                  |
| Лучшая работа звукорежиссёра        | • Михаил Николаев — «Груз 200»                                                                              |
| Лучшая работа звукорежиссёра        | • Андрей Худяков — «Путешествие с домашними животными»                                                      |
| Лучшая работа художника             | • Даши Намдаков, Елена Жукова — «Монгол»                                                                    |
| Лучшая работа художника             | • Андрей Понкратов — «Изгнание»                                                                             |
| Лучшая работа художника             | • Ульяна Рябова — «Русалка»                                                                                 |
| Лучшая работа художника по костюмам | • Карин Лор — «Монгол»                                                                                      |
| Лучшая работа художника по костюмам | • Дмитрий Андреев — «Русская игра»                                                                          |
| Лучшая работа художника по костюмам | • Наталья Дзюбенко и Сергей Стручев — «1612: Хроники смутного времени»                                      |
| Открытие года                       | • Сергей Пускепалис (мужская роль) — «Простые вещи»                                                         |
| Открытие года                       | • Зоя Кайдановская (женская роль) — «Ничего личного»                                                        |
| Открытие года                       | • Александр Миндадзе (режиссёр) — «Отрыв»                                                                   |

### Специальные награды
| Награда                                                             | Лауреаты                                         |
| ------------------------------------------------------------------- | ------------------------------------------------ |
| Приз «Честь и достоинство»                                          | • Георгий Николаевич Данелия                     |
| «За выдающийся вклад в российский кинематограф»                     | • Александр Абдулов (посмертно)                  |
| «За вклад в кинематографические науки, критику и образование»       | • Майя Иосифовна Туровская (кинокритик)          |
| «За творческие достижения в искусстве телевизионного кинематографа» | • «Завещание Ленина», режиссёр — Николай Досталь |
| «За творческие достижения в искусстве телевизионного кинематографа» | • «Ликвидация», режиссёр — Сергей Урсуляк        |